# Geany
GeanyはGTK上の軽量なクロスプラットフォームのテキストエディタであり、Scintillaと基本的な統合開発環境 (IDE) 機能をベースとしている。他のパッケージにあまり依存せず、立ち上げ時間が短い設計になっている。Windows、Linux、macOS、BSD、Solarisなど、様々なオペレーティングシステムで動作する。サポートするプログラミング言語としては、C言語、Java、JavaScript、PHP、HTML、CSS、Python、Perl、Ruby、Pascal、Haskell、Lua などがある。
Windows上のエディタ、NoteTabやConTEXTと似たような機能を提供している。
自由ソフトウェアであり、GNU GPL version 2でライセンスされている。

## 機能
次のような機能を持つ。
- 自動補完
- MDIサポート
- プロジェクトサポート
- シンタックスハイライト
- コード折りたたみ
- シンボル一覧表示
- 端末エミュレータを組み込み[6]